# Salvatore Di Cristina
Salvatore Di Cristina (Palermo, 16 marzo 1937) è un arcivescovo cattolico italiano, dall'8 febbraio 2013 arcivescovo emerito di Monreale.

## Biografia
Nasce a Palermo, città capoluogo di provincia e sede arcivescovile, il 16 marzo 1937, da una famiglia di cattolici praticanti.

### Formazione e ministero sacerdotale
Compie gli studi nel seminario arcivescovile di Palermo.
Il 2 luglio 1960 è ordinato presbitero dal cardinale Ernesto Ruffini, arcivescovo di Palermo.
A Roma, presso l'Istituto patristico della Pontificia Università Lateranense, consegue il dottorato in Teologia e Scienze patristiche con una tesi su "Il pastore e il gregge nella primitiva letteratura cristiana".
È collaboratore in diverse parrocchie dell'arcidiocesi: Sant'Ippolito come cappellano e a Bagheria ad Aspra come vicario parrocchiale.
Per molti anni è educatore presso il seminario arcivescovile con funzione di vice-rettore, pro-rettore, insegnante di materie letterarie e anche padre spirituale. Nel 1998 il nuovo arcivescovo di Palermo Salvatore De Giorgi lo nomina vicario generale.
È docente di patrologia presso l'Istituto Filosofico-Teologico per la Sicilia occidentale, oggi Facoltà teologica di Sicilia, di cui è anche preside ed insegnante fino alla nomina episcopale. È cofondatore e primo direttore della Scuola teologica di base di Palermo. Dal 1994 al 2004 è consultore della Congregazione per l'educazione cattolica e membro della commissione episcopale per la scuola e l'università della Conferenza Episcopale Italiana.
È membro della Commissione presbiterale siciliana, moderatore del III Convegno delle Chiese di Sicilia, amministratore e segretario della Conferenza episcopale siciliana.

### Ministero episcopale
Il 23 dicembre 2000 papa Giovanni Paolo II lo nomina vescovo titolare di Bilta ed ausiliare di Palermo. Il 26 gennaio 2001 riceve l'ordinazione episcopale, nella basilica cattedrale di Palermo, dal cardinale Salvatore De Giorgi, co-consacranti il cardinale Salvatore Pappalardo e il vescovo Vincenzo Cirrincione.
Il 2 dicembre 2006 papa Benedetto XVI lo nomina arcivescovo di Monreale e abate di Santa Maria del Bosco; era già amministratore apostolico della sede dal 2 ottobre, a seguito dell'improvvisa scomparsa dell'arcivescovo Cataldo Naro. Il 23 dicembre prende possesso dell'arcidiocesi.
Durante il suo episcopato inaugura nel 2009 la nuova sede del seminario arcivescovile, promuove la creazione del Museo diocesano che inaugura nel 2011 e si prodiga per il mantenimento della Casa di riposo "Benedetto Balsamo" di cui inaugura la nuova sede nel 2013.
Dal punto di vista pastorale, instituisce nel 2010 la Commissione liturgica diocesana; è autore di quattro lettere pastorali.
L'8 febbraio 2013 papa Benedetto XVI accetta la sua rinuncia al governo pastorale dell'arcidiocesi di Monreale, presentata per raggiunti limiti di età; gli succede Michele Pennisi, fino ad allora vescovo di Piazza Armerina. Rimane amministratore apostolico dell'arcidiocesi fino all'ingresso del successore, avvenuto il 26 aprile seguente.
È stato membro della Commissione per il clero della Conferenza Episcopale Italiana.

## Genealogia episcopale
La genealogia episcopale è:
- Cardinale Scipione Rebiba
- Cardinale Giulio Antonio Santori
- Cardinale Girolamo Bernerio, O.P.
- Arcivescovo Galeazzo Sanvitale
- Cardinale Ludovico Ludovisi
- Cardinale Luigi Caetani
- Cardinale Ulderico Carpegna
- Cardinale Paluzzo Paluzzi Altieri degli Albertoni
- Papa Benedetto XIII
- Papa Benedetto XIV
- Cardinale Enrico Enriquez
- Arcivescovo Manuel Quintano Bonifaz
- Cardinale Buenaventura Córdoba Espinosa de la Cerda
- Cardinale Giuseppe Maria Doria Pamphilj
- Papa Pio VIII
- Papa Pio IX
- Cardinale Gustav Adolf von Hohenlohe-Schillingsfürst
- Arcivescovo Salvatore Magnasco
- Cardinale Gaetano Alimonda
- Cardinale Agostino Richelmy
- Arcivescovo Angelo Bartolomasi
- Arcivescovo Ferdinando Bernardi
- Arcivescovo Francesco Minerva
- Cardinale Salvatore De Giorgi
- Arcivescovo Salvatore Di Cristina

## Araldica
Blasonatura: Troncato: nel primo di azzurro, a tre filetti ondati di argento posti in sbarra, accompagnati da una stella a sette punte di oro a destra e da un monte di tre cime all'italiana al secondo, sormontato da una corona del terzo, a sinistra; nel secondo di oro, a quattro fasce ridotte di verde.
Ornamenti: galero e croce patriarcale.
Motto: Christi gregi deserviens (A servizio del gregge di Cristo), preso dalla Lettera ai Corinzi di Clemente di Roma.

## Opere
- Preghiera e devozione a Cristo nei Padri, Milano, O.R., 1987.
- Taziano il Siro, Discorso ai greci: apologetica cristiana e dogmi della cultura pagana, curatela, Roma, Borla, 1991, ISBN 88-263-0836-5.
- Esegesi biblica dei Padri, Palermo, Facoltà teologica di Sicilia: Edizioni Lussografica, 2002, ISBN 88-8243-070-7.